# Neutrik XLR/P10

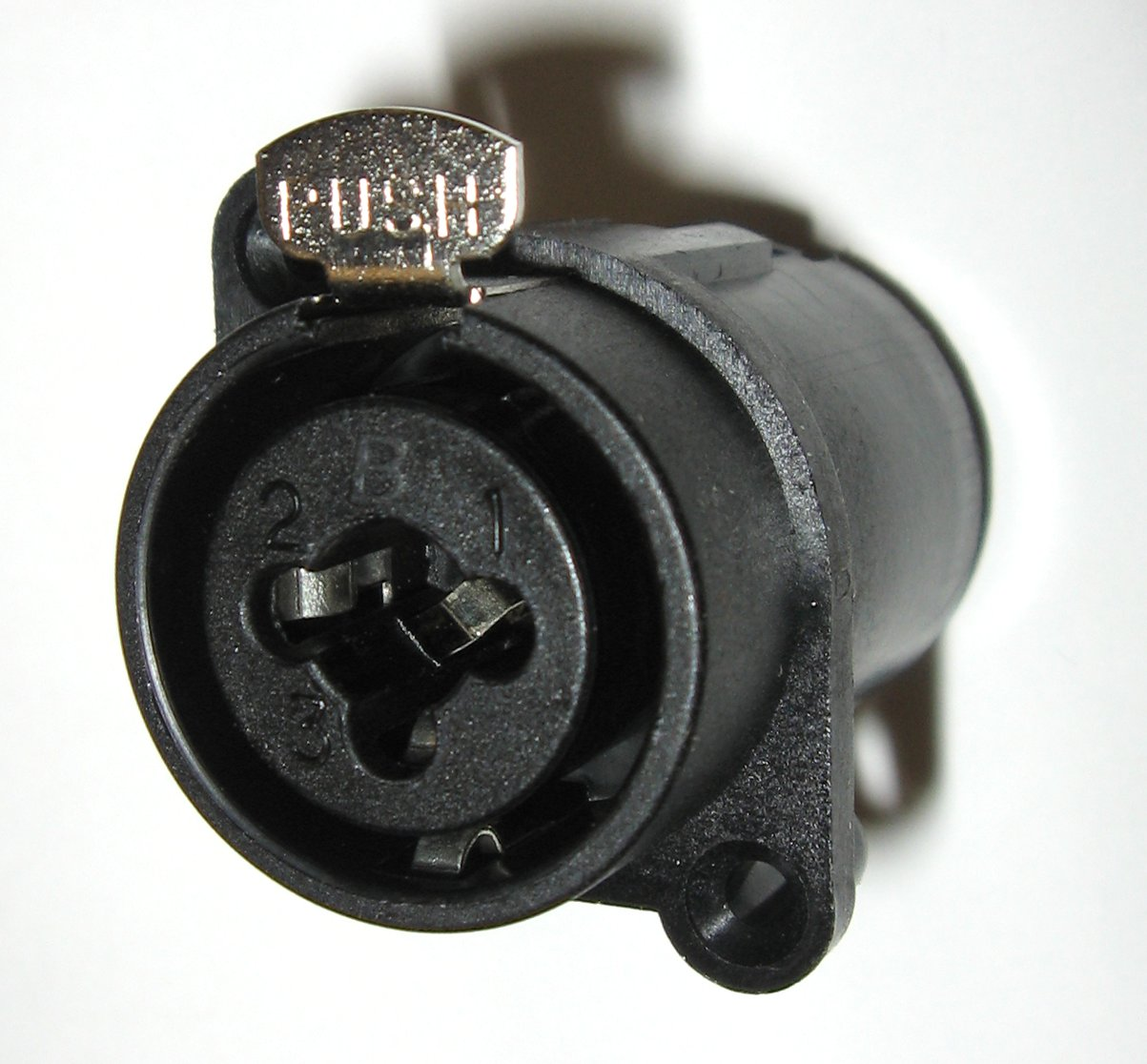
Prise combo: prise XLR
+ prise téléphonique TRS 1/4.

Le connecteur Combo XLR + TRS, ou Neutrik NCJ6FI-S, est un type de connecteur femelle capable de supporter deux types de connecteurs jack, le connecteur XLR, dit "Canon Plug", qui sert à connecter des microphones et des mélangeurs. et la prise TRS pour stéréo (TRS :Tip-ring-sleeve) et la prise TS pour mono (TS :Tip-Sleeve), connue sous le nom de : fiche banane ou fiche P10, qui sont utilisées dans les instruments de musique comme la guitare, le clavier, basse, etc.

## Histoire
Aux Jeux olympiques d'hiver de 1964 à Innsbruck, l'acousticien tyrolien Bernhard Weingartner a remarqué que le volume sonore avait une tendance à diminuer, avec une perte de qualité. La raison en était que les connecteurs audio DIN utilisés par la télévision autrichienne ont échoué sous l'influence du mauvais temps. Weingartner savait que le connecteur XLR conçu par ITT Cannon International /Switchcraft serait beaucoup plus fiable, mais ces connecteurs étaient très chers et non disponibles en Europe. Weingartner a commencé en 1974, d'abord seul, avec le développement d'une version peu coûteuse mais de haute qualité du connecteur XLR. Le dessinateur Werner Bachmann les rejoint sept mois plus tard. Neutrik AG a été fondée en 1975 par Bernhard Weingartner et les investisseurs Gebhard Sprenger et Josef Gstöhl. Au cours des années suivantes, la société Neutrik est devenue le leader mondial du marché des connecteurs audio XLR. Les connecteurs Neutrik ont été normalisés à la norme de scène et de studio en tant que norme CEI 61076-2-103 . Enfin, en 1987, les connecteurs Neutrik ont été développés sur la base d'une invention/brevet de Bernhard Weingartner.

## Caractéristiques

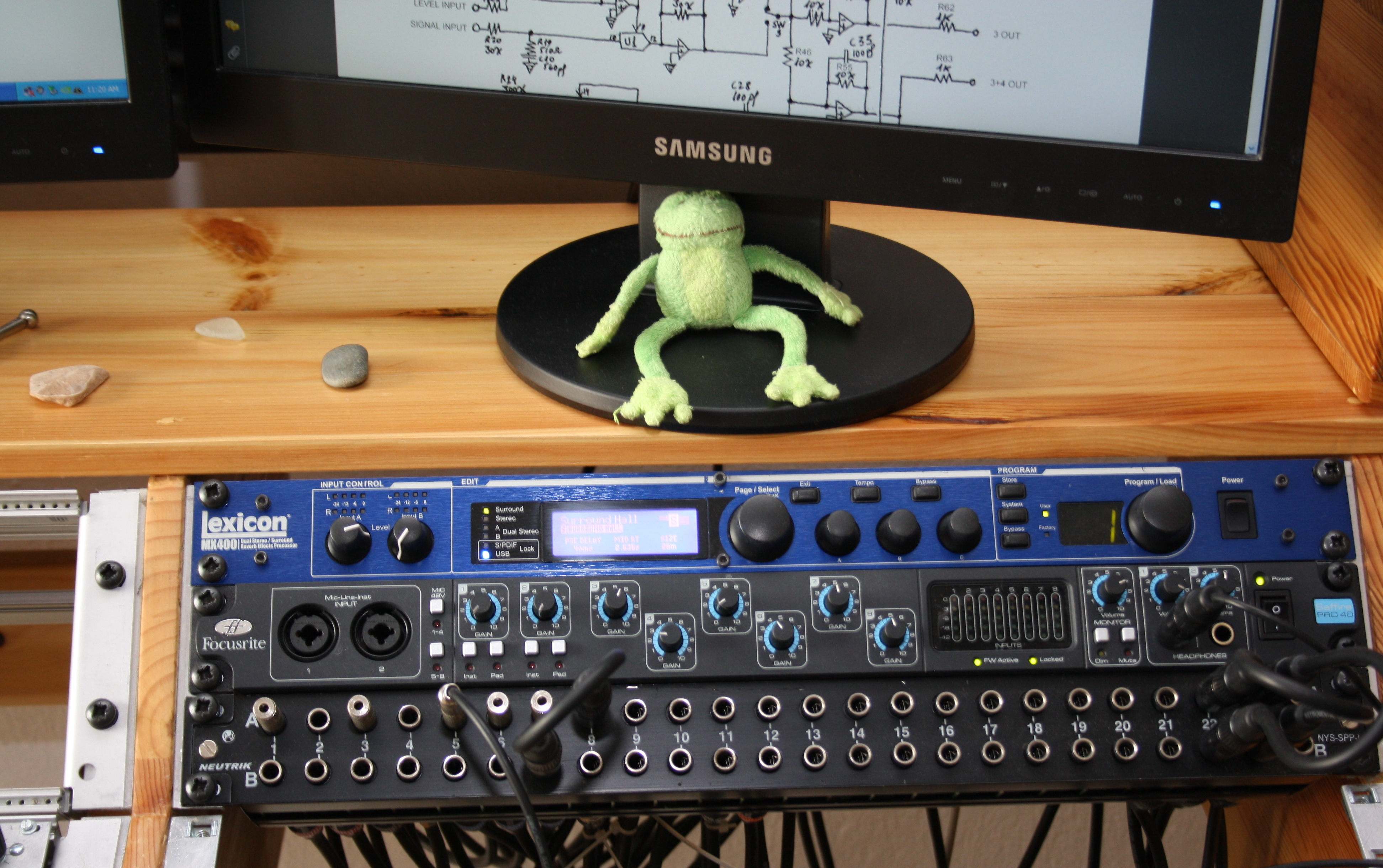
Synthétiseur à 2 prises Combo XLR + TRS.

Étant donné que les équipements d'amplification et de mixage nécessitent souvent des entrées pour les prises téléphoniques TRS et en d'autres occasions pour les connecteurs XLR, Neutrik et Amphenol proposent plusieurs modèles de connecteurs combinés qui acceptent les deux prises XLR 6,5 mm (0,25590551155 po) . comme les prises téléphoniques TS ou TRS . Dans l'image de droite, vous pouvez voir la face avant d'un synthétiseur Lexikon avec 2 connecteurs femelle combinés XLR/P10 ou Neutrik NCJ6FI-S,avec un corps en plastique solide et avec les broches à souder situées à l'arrière du prise, pour faciliter la soudure.
Le flux de signal standard pour l'audio sur les connecteurs XLR est que la sortie est un connecteur mâle et l'entrée est femelle. En d'autres termes, les broches de la fiche pointent dans la direction du flux du signal. L'alimentation fantôme, si elle est utilisée, provient de la fiche et s'écoule dans la fiche (la direction opposée au signal et la direction normale des circuits d'alimentation). Les tensions de niveau de ligne et de signal audio du microphone ne sont pas dangereuses. Le XLR mâle est généralement intégré au corps d'un microphone . La norme EIA RS-297-A décrit l'utilisation de la XLR à trois broches, connue sous le nom de XLR3, pour les applications de niveau de signal audio équilibré :
|        |                                                                               |
| Broche | Fonction                                                                      |
| 1      | Masse du châssis (blindage du câble)                                          |
| 2      | Borne de polarité positive pour les circuits audio équilibrés (alias "chaud") |
| 3      | Borne de polarité négative pour les circuits équilibrés (alias "froid")       |

## Prix gagnés
NEUTRIK a remporté le 2011 EMEA+ InAVation Award, dans la catégorie "Most Innovative Commercial AV Accessory 2011", remis à Integrated Systems Europe 2011 à Amsterdam.